# Federação Cearense de Futebol
De Federação Cearense de Futebol (Nederlands: Voetbalfederatie van Ceará) werd opgericht op 23 maart 1920 en controleert alle officiële voetbalcompetities in de staat Ceará. De federatie vertegenwoordigt de voetbalclubs bij de overkoepelende CBF en organiseert het Campeonato Cearense en de staatsbeker Copa Fares Lopes.
De bond werd opgericht als Associação dos Desportos do Ceará en nam op 11 juli 1941 de huidige naam aan. Voor de oprichting van de bond was er aan een georganiseerde competitie, echter ratificeerde de bond deze kampioenschappen, die allen door Ceará SC gewonnen werden, pas in 2008. 
Acre · Alagoas · Amapá · Amazonas · Bahia · Ceará · Espírito Santo · Federaal District · Goiás · Maranhão · Mato Grosso · Mato Grosso do Sul · Minas Gerais · Pará · Paraíba · Paraná · Pernambuco · Piauí · Rio de Janeiro · Rio Grande do Norte · Rio Grande do Sul · Rondônia · Roraima · Santa Catarina · São Paulo · Sergipe · Tocantins